# フレスポ東大阪

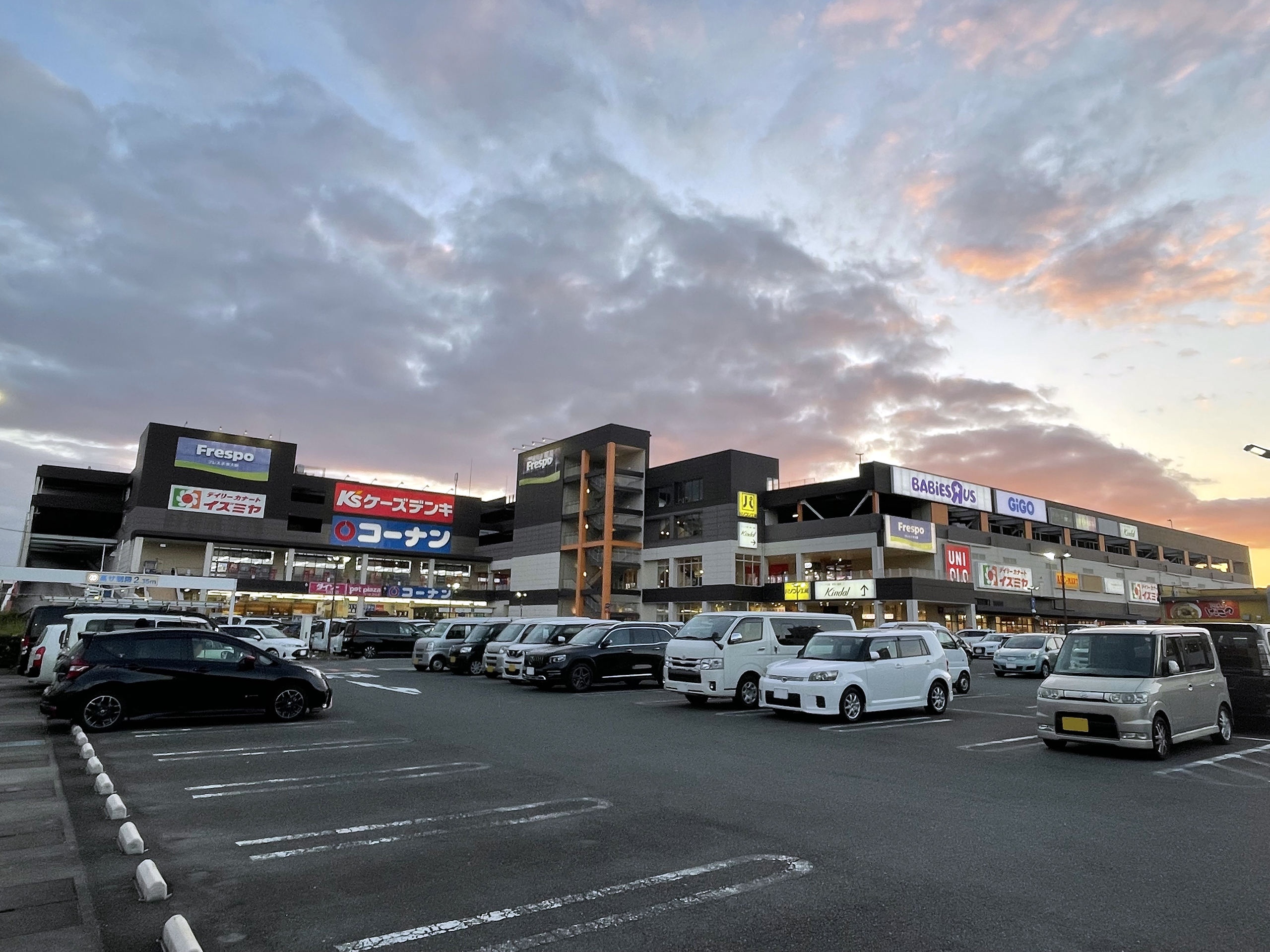
フレスポ東大阪

フレスポ東大阪（フレスポひがしおおさか）は、大阪府東大阪市稲田新町にある大型複合商業施設。2005年（平成17年）6月29日開業。

## 概要
大和工商リースが、近畿車輛から土地を借り、そこに商業施設を建設を進めたものである。
「フレスポ」とは、　Friendly Spot（親しみが湧く場所）の意としている。
1F・2Fは店舗で、上階と店舗建屋北側が駐車場になっている。
大阪府道2号大阪中央環状線（新道）と旧道(旧大阪中央環状線)に挟まれたところに位置している。
北側にあった大阪ガスの事業所跡にホームセンター「カインズホーム」と家電販売「ミドリ電化（現・エディオン）」の大型複合店舗が開業している。
敷地面積 ：36,129m2
延床面積 ：52,988m2

## 主要出店テナント
- コーナン （ホームセンター）
- ユニクロ
- ベビーザらス （ベビー用品）
- まるとく市場 （スーパーマーケット）

2005年（平成17年）6月29日にデイリーカナート・イズミヤとして開業し、業態転換。

## アクセス交通
鉄道ではJR学研都市線徳庵駅が最寄駅である。また、バスでは布施線21番の稲田上町バス停が最寄りの停留所である。
かつては当該施設の近隣に位置している近鉄バス稲田営業所に設置された「稲田車庫前」バス停があったが、2017年の阪奈生駒線休止により「稲田車庫前」から発着する路線はなくなっている。